# Přibyslav
Pour les articles homonymes, voir Přibyslav (homonymie).
Přibyslav (en allemand : Primislau) est une ville du district de Havlíčkův Brod, dans la région de Vysočina, en Tchéquie. Sa population s'élevait à 3 991 habitants en 2020.

## Géographie

### Situation
À vol d'oiseau, Přibyslav se trouve 12 km à l'est-sud-est de Havlíčkův Brod, 23 km au nord-est de Jihlava et 109 km au sud-est de Prague.
La commune est limitée par Stříbrné Hory, Žižkovo Pole et Modlíkov au nord, par Malá Losenice et Velká Losenice à l'est, par Nové Dvory au sud-est, par Olešenka et Brzkov au sud, et par Šlapanov et Dlouhá Ves à l'ouest.

### Hydrographie
Přibyslav est arrosée par la rivière Sázava.

### Climat
| Mois                                  | jan.       | fév.      | mars       | avril     | mai        | juin      | jui.     | août      | sep.      | oct.      | nov.       | déc.       | année      |
| ------------------------------------- | ---------- | --------- | ---------- | --------- | ---------- | --------- | -------- | --------- | --------- | --------- | ---------- | ---------- | ---------- |
| Température minimale moyenne (°C)     | −4,1       | −3,8      | −0,8       | 2,8       | 7,1        | 10,3      | 11,9     | 11,8      | 8,4       | 4,8       | 1,2        | −2,8       | 3,9        |
| Température moyenne (°C)              | −2         | −0,9      | 3          | 7,9       | 12,3       | 15,7      | 17,7     | 17,7      | 13,1      | 8,2       | 3,2        | −1,1       | 7,9        |
| Température maximale moyenne (°C)     | 0,3        | 2,3       | 6,9        | 13,1      | 17,6       | 21,1      | 23,5     | 23,6      | 17,8      | 11,7      | 5,4        | 0,9        | 12         |
| Record de froid (°C) date du record   | −28,2 1985 | −27 1985  | −19,6 1987 | −9,6 1996 | −10,1 1982 | −1,5 1997 | 2,4 1986 | 0 1980    | −2,7 2018 | −8,6 1997 | −16,2 1989 | −25,3 1996 | −28,2 1985 |
| Record de chaleur (°C) date du record | 15,4 1993  | 17,6 1990 | 23 2004    | 25,8 2018 | 30,5 2005  | 33 2019   | 36 1983  | 35,8 2003 | 31,9 2015 | 24,7 2011 | 16,1 1996  | 13,2 1983  | 36 1983    |
| Précipitations (mm)                   | 42,3       | 35,7      | 42,2       | 35        | 76,3       | 73,2      | 92       | 79,3      | 75        | 45        | 45,2       | 41,8       | 682,8      |
| Nombre de jours avec précipitations   | 9,7        | 8,5       | 10         | 7,4       | 10,6       | 10,5      | 11,4     | 9,6       | 8,5       | 9         | 9,4        | 10,5       | 115,1      |

| Diagramme climatique                                  |             |             |           |             |              |            |              |           |           |            |             |
| J                                                     | F           | M           | A         | M           | J            | J          | A            | S         | O         | N          | D           |
| 0,3−4,142,3                                           | 2,3−3,835,7 | 6,9−0,842,2 | 13,12,835 | 17,67,176,3 | 21,110,373,2 | 23,511,992 | 23,611,879,3 | 17,88,475 | 11,74,845 | 5,41,245,2 | 0,9−2,841,8 |
| Moyennes : • Temp. maxi et mini °C • Précipitation mm |             |             |           |             |              |            |              |           |           |            |             |

## Histoire
La première mention écrite de la ville date du XIIIe siècle. Elle se trouve dans la région historique de Bohême.

## Administration
La commune se compose de onze quartiers :
- Česká Jablonná
- Dobrá
- Dolní Jablonná
- Dvorek (unité administrative de base)
- Hesov (unité administrative de base)
- Hřiště
- Poříčí
- Přibyslav
- Ronov nad Sázavou
- Uhry (unité administrative de base)
- Utín

## Transports
Par la route, Přibyslav se trouve à 14,5 km de Havlíčkův Brod, à 30 km de Jihlava et à 138 km de Prague.